# Гобийский Тянь-Шань
Гоби́йский Тянь-Ша́нь — горная система в южной части Монголии.
Система состоит из двух цепей изолированных хребтов и массивов, разделённых бессточными впадинами. Протяжённость составляет свыше 500 км, преобладающие высоты — от 1500 до 2500 м. Гобийский Тянь-Шань сложен кристаллическими сланцами, гранитами, песчаниками, местами базальтами. Район высокой сейсмичности.
Основные типы ландшафта: горные пустыни, полупустыни и степи. В межгорных и предгорных впадинах расположены всемирно известные скопления скелетов динозавров.

## Интересные факты
- Палеонтолог и писатель Иван Ефремов предлагал организовать в Гобийском Тянь-Шане международный центр для учёных и художников.